# Mimì Bluette... fiore del mio giardino
Mimì Bluette... fiore del mio giardino è un film del 1976 diretto da Carlo Di Palma tratto dall'omonimo romanzo di Guido da Verona.

## Trama
Mimì Bluette, figlia di una prostituta, vive a Parigi dove è idolatrata da uomini di ogni genere e ceto, sta per sistemarsi con un riccone quando, in un bar malfamato, incontra uno sconosciuto che fa breccia nel suo cuore. Passa con lui tre giorni e poi questi scompare, Mimì incurante del matrimonio imminente lascia la capitale per rincorrerlo in Africa, perché sembra che l'uomo si sia arruolato nella Legione straniera. Dopo molte ricerche non approderà a nulla e tornerà a Parigi molto cambiata.

## Curiosità
Fu l'unico film in cui Monica Vitti accettò di mostrare il seno (per una breve inquadratura e da sdraiata).